# بقان

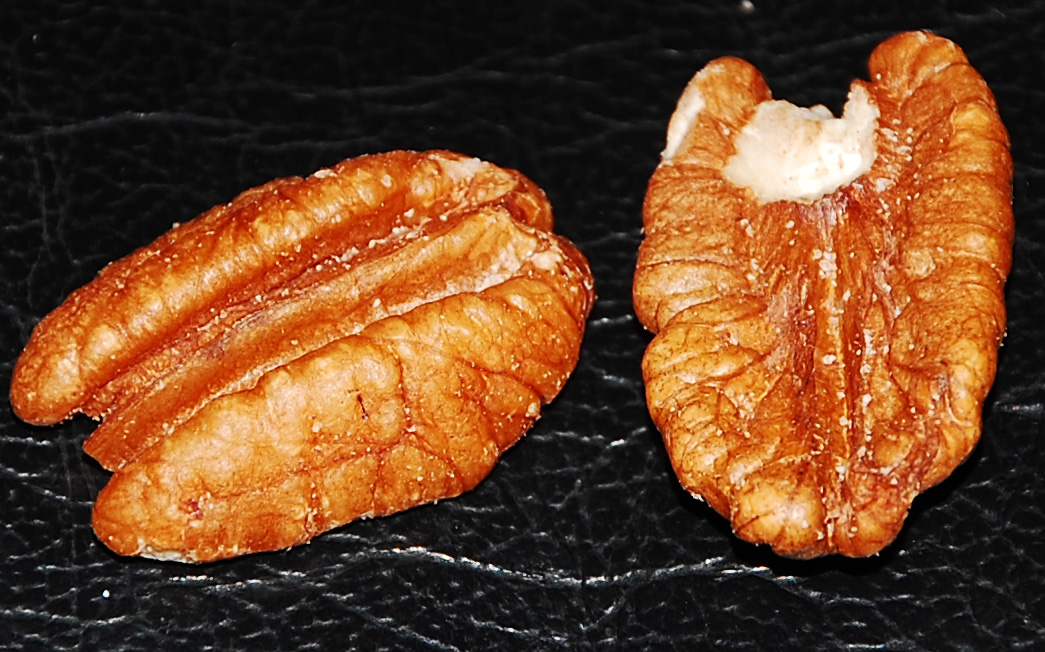
نصفا جوزة البقّان

البَقّان نوع شجري موطنه الولايات المتحدة وجوزه هو جوز البقان  (الاسم العلمي: Carya  illinoinensis)، هو نبات ينتمي إلى الفصيلة الجوزية (باللاتينية: Juglandaceae).

## معرض صور

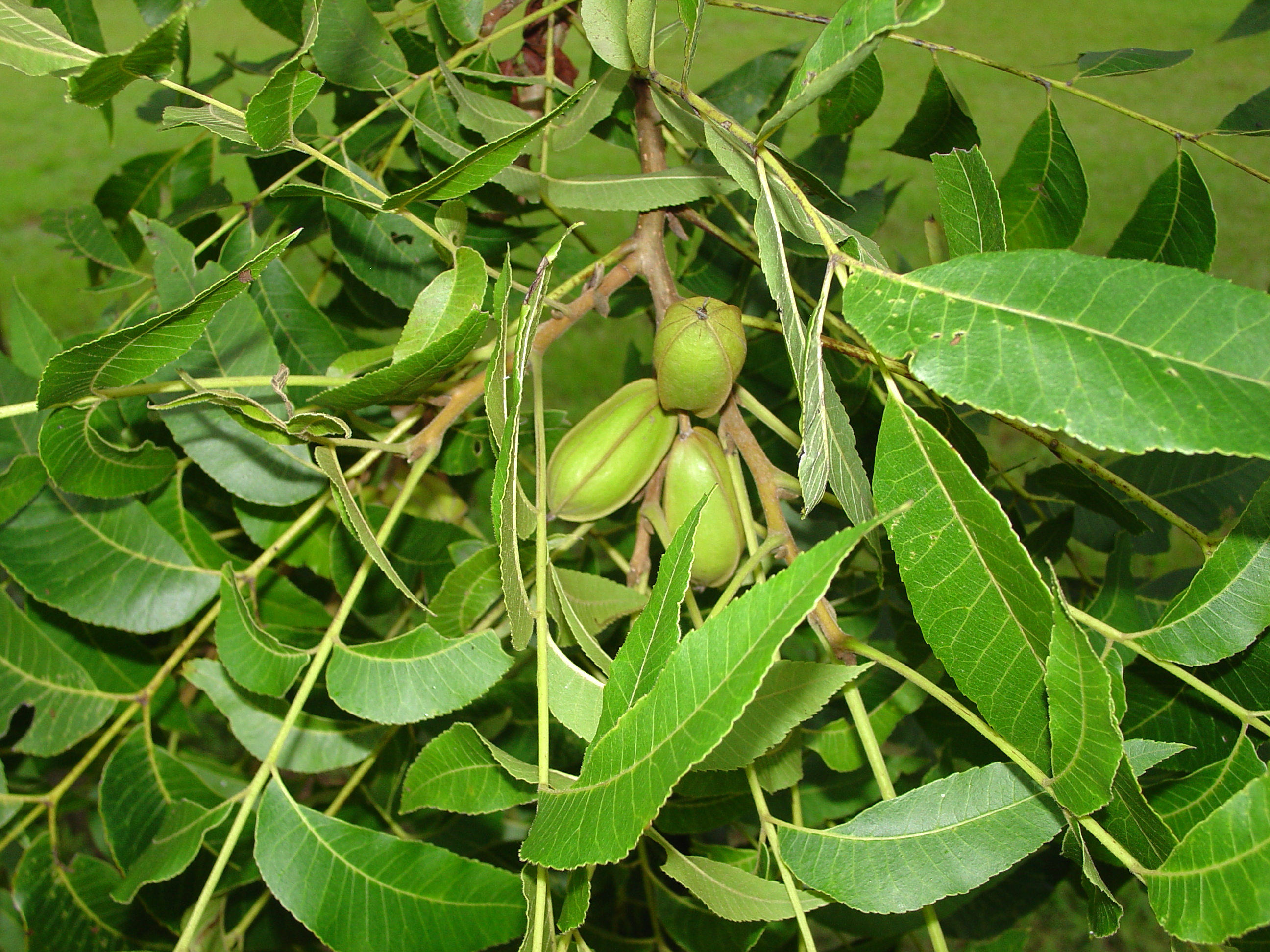
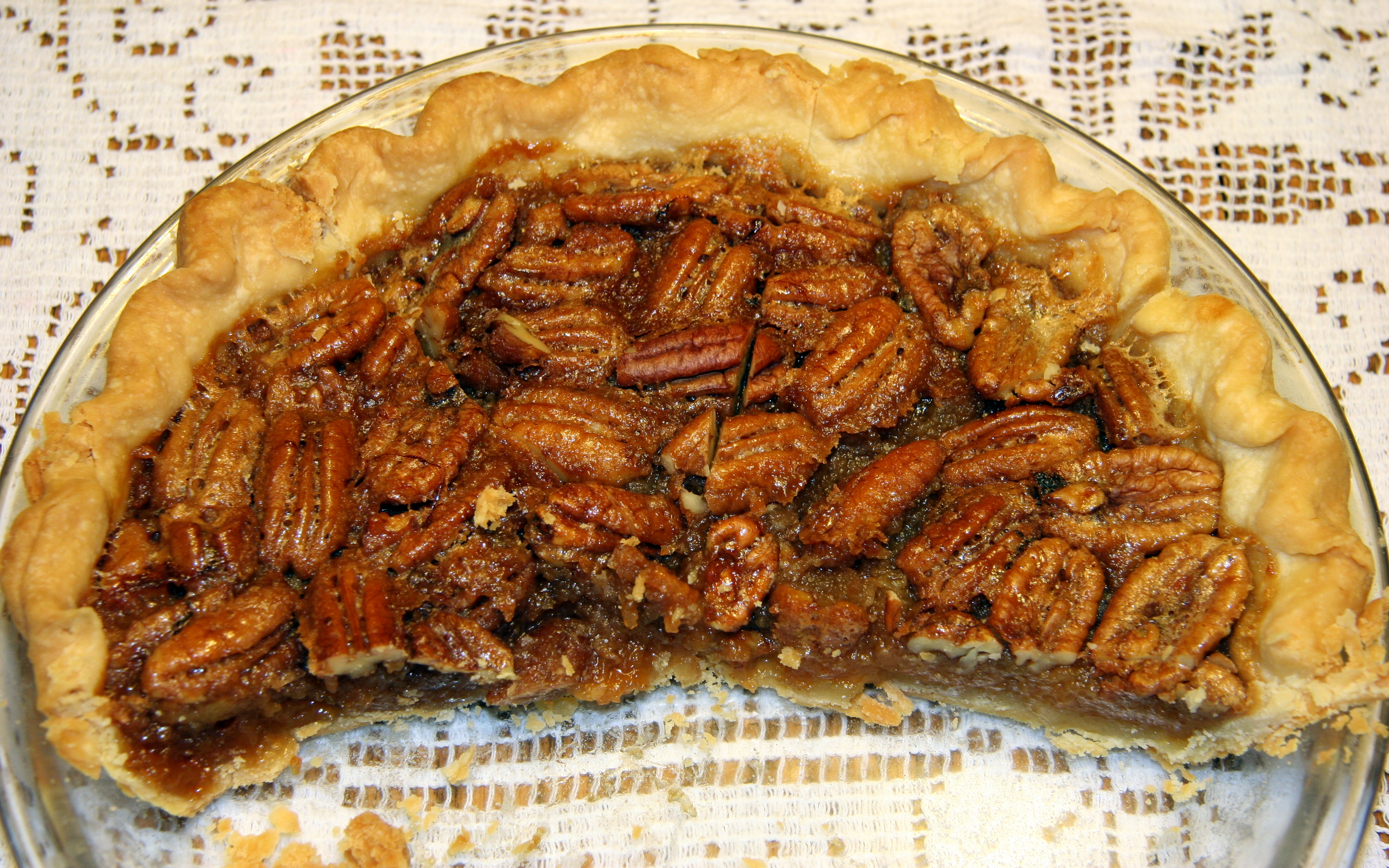
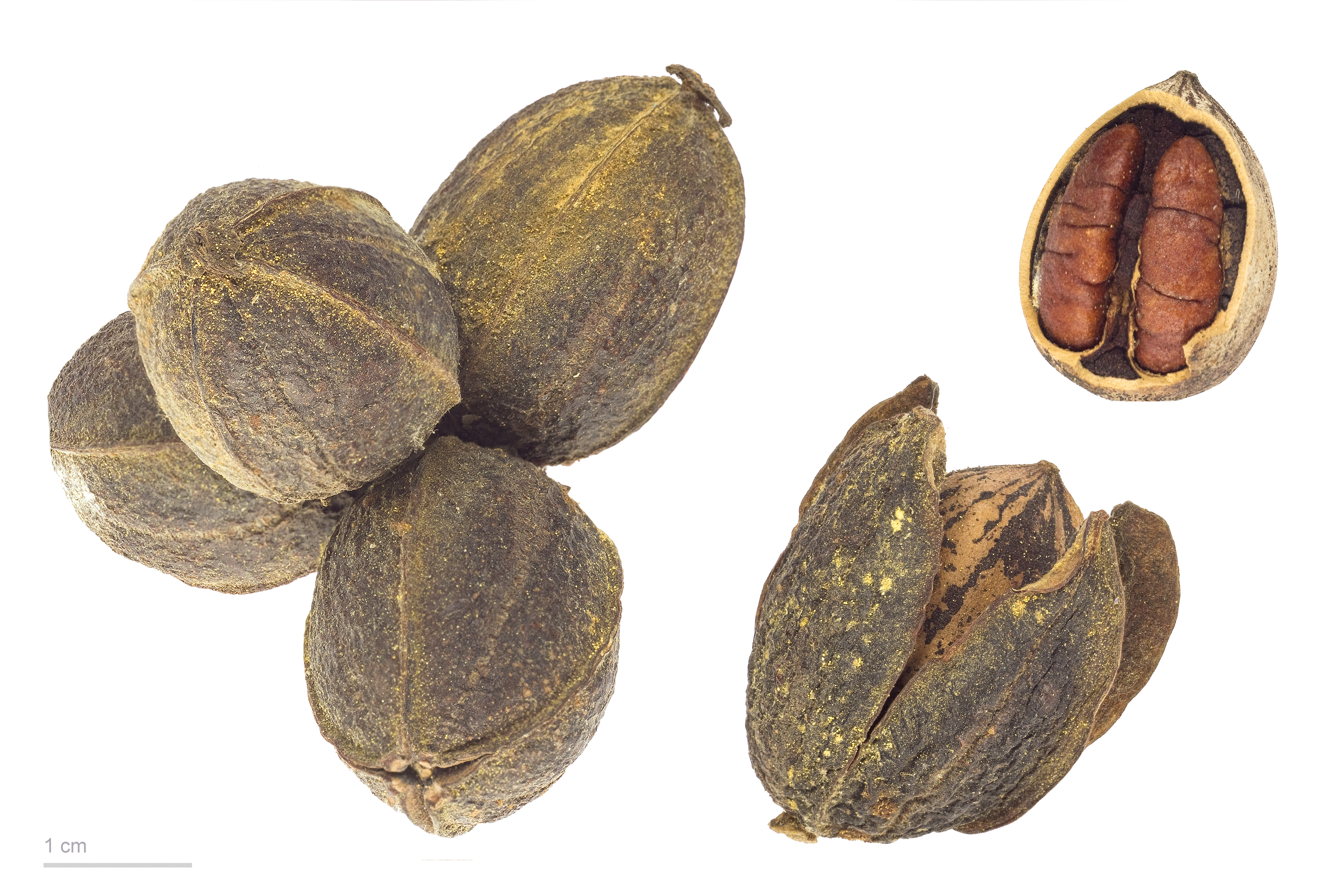